# Karl Genzken
Karl August Genzken, né le 8 juin 1885 à Preetz et mort le 10 octobre 1957 à  Hambourg, est un médecin allemand qui a conduit des expérimentations médicales nazies dans plusieurs camps de concentration.

## Biographie
Il rejoint la NSDAP le 7 juin 1926 membre No 39913 et rejoint la SS le 5 novembre 1933 membre no: 207954.
En 1934, il sert pour la marine puis à Berlin.
Entre décembre 1941 à février 1945 il injecte le typhus, la variole et le choléra à des prisonniers dans les camps de Buchenwald et Natzweiler.
Gruppenführer dans la Waffen-SS, il est l'un des condamnés au Procès des médecins. Il est condamné à perpétuité, en avril 1954 sa peine est commuée à 20 ans de prison.